# トンガの国章
トンガの国章（トンガのこくしょう）とは1874年に制定されたトンガの国をあらわす徽章。
四分割された変形の盾の上に王冠と旗が飾られたデザインが採用されている。
トンガ王子Uelongatoni Ngu Tupouが聖職者のシャーリー・ベイカーと草案を作った。

## 図案構成
- 盾は金の縁がついた四分割のもの。
- 左上は、金（黄）地に3つの銀（白）の六芒星が置かれている。これはヴァヴァウ、ハアパイ、トンガタプのトンガにおける3つの行政区画を象徴している。
- 右上は赤地に王冠が置かれている。これはトンガ王が重要な儀式の際に被る王冠を模したもので、トンガの王制のシンボル。
- 左下には青地にオリーブの枝を咥えた白い鳩がいる。これは平和とキリスト教のシンボルである。
- 右下には金（黄）地に赤い柄を持つ3本の剣が組み合わせてある。これは、ツイ・トンガ、ツイ・ハアタカラウア、ツイ・カノクポウルという三王家を表し、三王家の血を引くツイ・トンガ系の現王室トゥポウ家を支える歴史の象徴である。
- 盾の中央には赤い十字を描いた銀（白）の六芒星がある。
- 盾の上部の王冠は盾の右上部分のものと同じである。
- 盾に飾られた旗は州旗。
- リボンにはトンガ語の標語である「Ko e Otua mo Tonga ko hoku tofi'a」（神とトンガは私の遺産）と書かれている。